# Polaszki
Polaszki (niem. Paleschken) – osada w Polsce położona w województwie pomorskim, w powiecie sztumskim, w gminie Sztum. We wsi znajduje się historyczny dworek wraz z parkiem oraz zabudową folwarczną.
W latach 1975–1998 miejscowość administracyjnie należała do województwa elbląskiego.
Inne miejscowości o nazwie Polaszki: Nowe Polaszki, Stare Polaszki